# 学校法人横浜雙葉学園
横浜雙葉学園（よこはまふたばがくえん）は、神奈川県横浜市中区に立地するカトリック系の学校法人。女子校である横浜雙葉小学校、横浜雙葉中学校・高等学校を設置し、小中高一貫教育を行っている。

## 交通機関
- JR根岸線 石川町駅
- JR根岸線 山手駅
- 横浜高速鉄道みなとみらい線 元町・中華街駅
- 市営バス11系統 元町公園前

## 沿革
- 1872年（明治05年） - メール・マチルドをはじめとする「幼きイエス会（英語版）（旧サン・モール修道会）」の修道女が横浜に上陸し、初の来日修道女となった。横浜の山手において、外国人子女教育および孤児養育事業を開始。
- 1900年（明治33年） - これを基礎とし、一般子女向けに横浜紅蘭女学校として開校。
- 1958年（昭和33年） - 校名を横浜雙葉に変更。
- 2000年（平成12年） - 創立100周年を迎える。

## 校訓
- 「SIMPLE DANS MA VERTU FORTE DANS MON DEVOIR」
- 「徳においては純真に、義務においては堅実に」

## 所属学校
- 中高一貫校（高等学校では外部募集を行っていない）
  - 横浜雙葉中学校・高等学校 （横浜市中区）
- 小学校
  - 横浜雙葉小学校 （横浜市中区）

## 系列校
- 雙葉学園
- 田園調布雙葉学園
- 静岡雙葉学園
- 福岡雙葉学園
- サンモール・インターナショナルスクール

## 著名な出身者
- 松あきら - 経済産業副大臣、参議院議員（公明党）、女優（元宝塚歌劇団花組男役トップスター）　中学まで在籍
- 稲葉賀恵 -　デザイナー、ブランド「BIGI」デザイナー
- 八木亜希子 - フリーアナウンサー、元フジテレビアナウンサー
- 渡辺真理 - フリーアナウンサー、元TBSアナウンサー
- 三浦しをん - 作家--直木賞受賞作家
- 戸田恵美子 - 元TBSアナウンサー
- 乙黒えり - 女優、タレント
- 日比麻音子 - TBSアナウンサー
- 佐々木舞音 - TBSアナウンサー